# Juan Miguel Zubiri
Juan Miguel Fernandez Zubiri, detto Migz (Makati, 13 aprile 1968), è un politico e imprenditore filippino.
Entrò nel mondo della politica nel 1998 quando venne eletto per tre mandati consecutivi come rappresentante congressuale della provincia di Bukidnon, sino al 2007. Nel medesimo anno divenne membro del Senato delle Filippine, classificandosi dodicesimo dopo una serrata battaglia con Aquilino Pimentel III. Il 17 novembre 2008 divenne il più giovane leader della maggioranza del Senato all'età di 39 anni, quando sostituì Francis Pangilinan.
Annunciò volontariamente le proprie dimissioni dal Senato l'11 agosto 2011, dopo essere stato accusato di brogli elettorali durante le elezioni del 2007. Divenne il primo Senatore nella storia del paese a dimettersi senza assumere altre posizioni del governo. Nel 2016 fu eletto nuovamente al Senato, dopo essersi classificato sesto nelle elezioni del 2016.
È figlio di José Zubiri Jr. e fratello di José Zubiri III, anch'essi attivi nel mondo della politica. È inoltre vicepresidente della Croce Rossa filippina.

## Biografia
Di origini basche e spagnole, Juan Miguel Zubiri nacque a Makati il 13 aprile 1968, figlio del politico José Zubiri Jr. e di Victoria Ocampo Fernandez. Il padre è negrense originario di Bacolod, mentre la madre è bicolana originaria di Libon ma cresciuta nella provincia di Bukidnon.
Nel 1998 si candidò alla Camera dei rappresentanti, conquistando agevolmente la carica precedentemente appartenuta al padre (1987-1998). Rieletto anch'egli per tre mandati consecutivi, nel Congresso divenne membro dei cosiddetti sei Spice Boys – elementi di spicco di un'ondata di politici neofiti arrivati alla fine degli anni novanta e di cui facevano parte anche i vari Andaya Jr., Barbers, Braganza, Defensor e Sandoval II – tra i principali iniziatori dell'impeachment del presidente Estrada e della conseguente seconda rivoluzione EDSA che ne causò le dimissioni.

### Vita privata
Parla cebuano, tagalog, hiligaynon ed inglese.
È sposato con Audrey Tan, di etnia sinofilippina, con la quale ha tre figli: Maria Adriana, Juan Miguel Jr. e Santiago Gabriel.